# Kotohira
Kotohira (japanska: 琴平町?, Kotohira-chō) är en landskommun (köping) i Kagawa prefektur i Japan. 
Kotohira är mest känt för en av Shikokus största shinto-helgedomar, Kotohira-gū. 